# 春堆乡
春堆乡（藏語：མཚོ་སྟོད་），是中华人民共和国西藏自治区拉萨市林周县下辖的一个乡镇级行政单位。

## 行政区划
春堆乡下辖以下地区：
春堆村、卡东村和洛巴堆村。